# 枚方市立小倉小学校
枚方市立小倉小学校（ひらかたしりつ おぐらしょうがっこう）は、大阪府枚方市小倉町にある公立小学校。

## 沿革
- 1972年 - 枚方市立殿山第一小学校より分離開校[1]

## 通学区域
- 枚方市 小倉町（一部を除く）、小倉東町、車塚1丁目、黄金野1丁目、黄金野2丁目、渚栄町（一部を除く）、三栗1丁目、三栗2丁目（一部）[2]。

卒業生は枚方市立第一中学校又は枚方市立渚西中学校に進学する。

## 交通
- 京阪本線 牧野駅
- 京阪本線 御殿山駅